# Odilon Gomes de Oliveira
Odilon Gomes de Oliveira (Santo Augusto, 29 de julho de 1940 – Santo Augusto, 8 de outubro de 2024) foi um escritor e professor brasileiro. 

## Biografia
Odilon Gomes de Oliveira foi um escritor regionalista que registrou e documentou a história de inúmeros municípios da região noroeste gaúcha. Ao longo da vida anotou os fatos, as lendas e tudo o que achava importante. Desde criança gostava de parar para escutar as conversas e histórias contadas pelos mais velhos. Da constatação das mudanças que ele viu e das memórias dos moradores mais antigos da região, escreveu seu primeiro livro. Desde então não parou de produzir.
Cursou o Primário na Escola Estadual de Primeiro Grau Antônio João, distrito de Pedro Paiva e concluiu o curso para Professor Normal Rural na Escola Normal Rural Assis Brasil em Ijuí-RS (1954-1958). Começou a lecionar no ano de 1959, na Escola Rural da Linha Brasil, em Crissiumal, e na Escola Rural Antônio João, no Distrito de Pedro Paiva.
Foi vereador e presidente da Câmara Municipal (1989-1990) e desempenhou inúmeras funções na estrutura administrativa do município de Santo Augusto, sendo Coordenador do Departamento de Cultura, Secretário de Obras, Viação e Urbanismo, Secretário de Supervisão e Planejamento, Secretário da Indústria, Comércio e Turismo do município de Santo Augusto-RS.
No Movimento Tradicionalista Gaúcho, teve participação como conselheiro, secretário e coordenador da 20ª Região Tradicionalista.
Em 12 de maio de 2023, foi condecorado como membro honorário da Academia de Letras do Noroeste do Rio Grande do Sul. 

## Prêmios e honrarias
- Honra ao Mérito, pelo Poder Executivo de Santo Augusto, concedida em 11 de junho de 2003.
- Comenda Italvino Sperotto, da Câmara Municipal de Santo Augusto, concedida em 19 de setembro de 2005 (Decreto nº 98 de 9 de setembro de 2005).
- Honra ao Mérito, da Câmara Municipal de Santo Augusto, em 27 de abril de 2007, em reconhecimento pela publicação de obras literárias que contribuem para o desenvolvimento cultural local e regional (Decreto nº 110, de 17 de abril de 2007).
- Medalha do Mérito Tradicionalista Barbosa Lessa, do Movimento Tradicionalista Gaúcho, em 28 de outubro de 2007, em reconhecimento aos relevantes serviços prestados a tradição gaúcha.
- Membro Honorário, pela Academia de Letras do Noroeste do Rio Grande do Sul, em 12 de maio de 2023.[3]